# British Hard Court Championships 1973
Il British Hard Court Championships 1973 è stato un torneo di tennis giocato sulla terra rossa. È stata la 6ª edizione del torneo, facente parte del Commercial Union Assurance Grand Prix 1973 e del Women's International Grand Prix 1973. Si è giocato a Bournemouth in Gran Bretagna dal 6 al 12 maggio 1973.

## Campioni

### Singolare maschile
Adriano Panatta ha battuto in finale  Ilie Năstase con il punteggio di 6–8, 7–5, 6–3

### Doppio maschile
Juan Gisbert /  Ilie Năstase hanno battuto in finale  Adriano Panatta /  Ion Țiriac con il punteggio di 6–4 8–6

### Singolare femminile
Virginia Wade ha battuto in finale  Evonne Goolagong con il punteggio di 6–4, 6–4

### Doppio femminile
Patricia Coleman /  Wendy Turnbull hanno battuto in finale  Evonne Goolagong /  Janet Young con il punteggio di 7–5, 7–5